# Jaroslav Dobrovolský

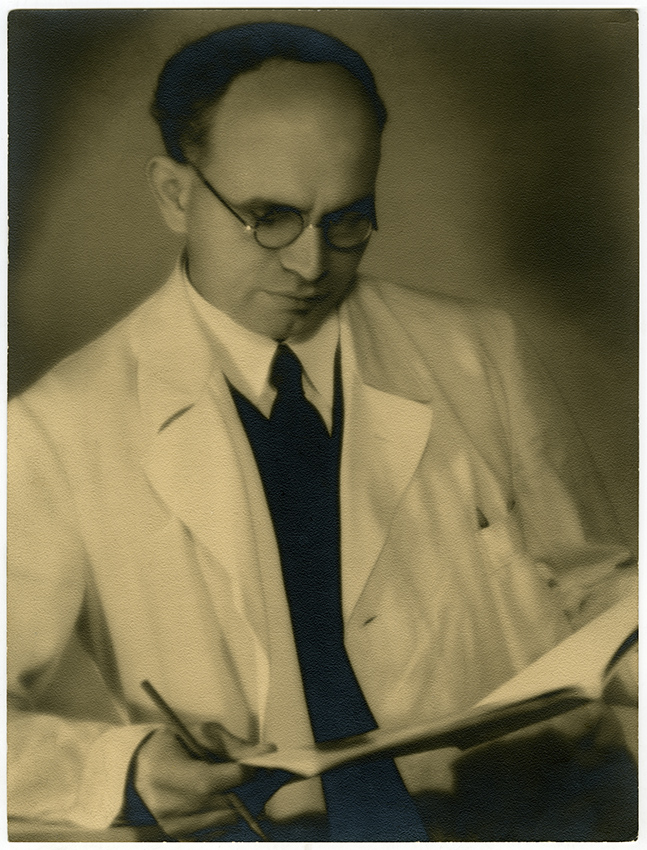
Dobrovolský in den 1930er Jahren

Jaroslav Dobrovolský (* 5. Oktober 1895 in Lužice u Hodonína; † 27. April 1942 in KZ Mauthausen) war ein tschechischer Lehrer, Maler, Grafiker, und Politiker sowie Widerstandskämpfer  gegen den Nationalsozialismus.

## Leben
Dobrovolský entstammte einer Arbeiterfamilie. Nach dem Abitur 1913 in Hodonín wollte er sich dem Lehrerberuf widmen, wurde aber durch den Ausbruch des Ersten Weltkrieges daran gehindert. Nach Kriegsende unterrichtete er in verschiedenen Orten, unter anderem 1920 in seinem Geburtsort Lužice, bis er 1929 in Hodonín ansässig wurde, wo er bis 1939 lehrte und 1935 zum Bürgermeister gewählt wurde. Seine letzte Lehrerstelle war in Moravská Ostrava (Mährisch Ostrau), bevor er zum Schulinspektor ernannt wurde.
Nach der deutschen Besetzung des Landes entschloss sich Dobrovolský zur Teilnahme am illegalen Widerstand gegen die Besatzer. Er schloss sich der Widerstandsorganisation Obrana národa (Verteidigung der Nation) an, die zu Beginn des Zweiten Weltkrieges die größte und bedeutendste Widerstandsorganisation im Protektorat Böhmen und Mähren war. Im September 1940 wurde Dobrovolský jedoch mit zahlreichen anderen Widerstandskämpfern verhaftet. Er wurde jeweils kurze Zeit in Gefängnissen in Ratiboř u Vsetína, Olomouc und Brünn festgehalten, bis er am 15. Oktober 1940 verurteilt und in das KZ Mauthausen eingeliefert wurde – mit dem berüchtigten Vermerk „RU“ (Rückkehr unerwünscht) in seiner Akte.
Im KZ Mauthausen wurde er im Steinbruch zur Zwangsarbeit verpflichtet. Er erkrankte, seine Beine erfroren und er litt an Vergiftung und starker Unterernährung. Am 27. April 1942 starb Dobrovolský.

## Kunst, Werke und Ausstellungen

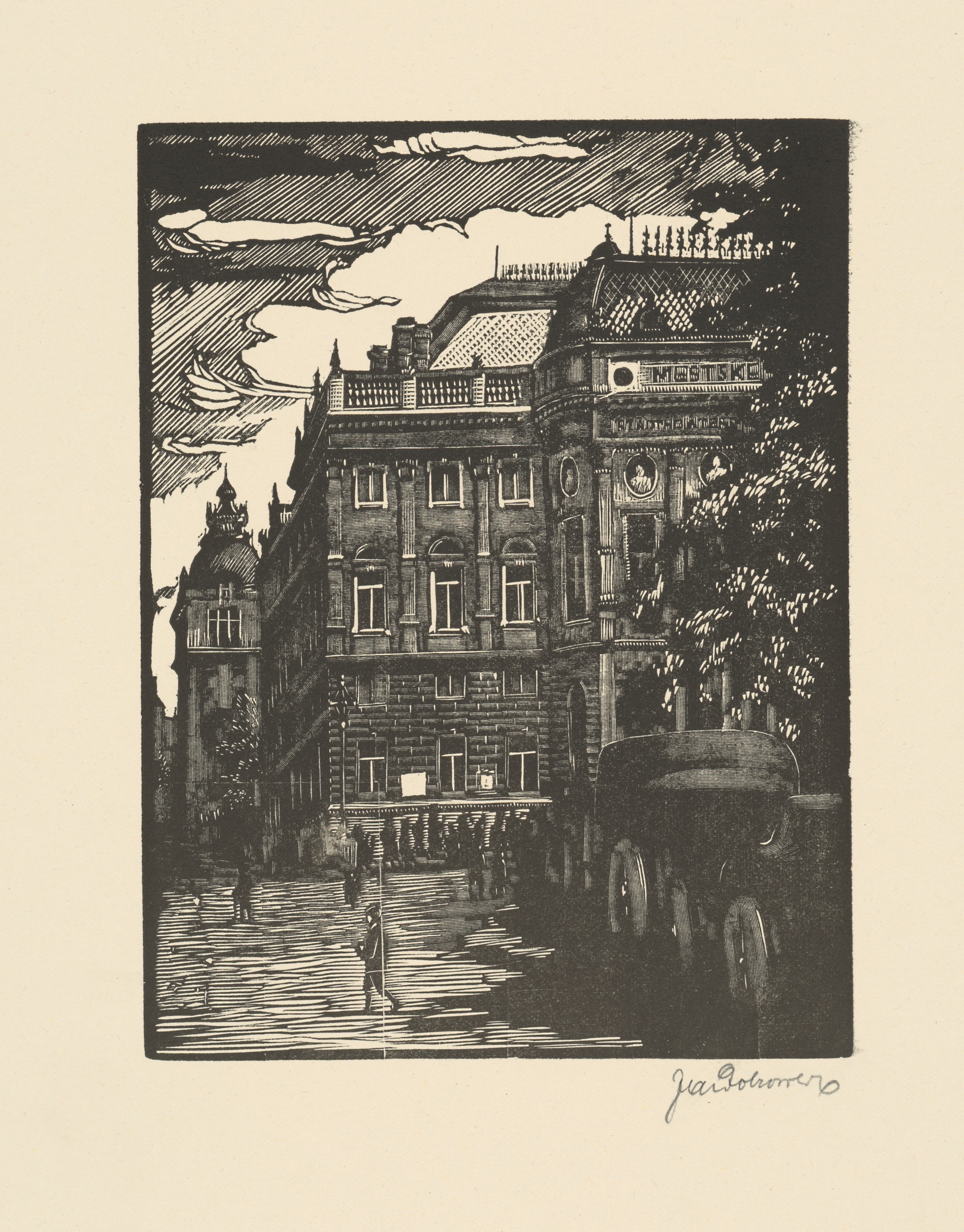
Theater Bratislava, 1929

Dobrovolský bediente sich insbesondere der Technik des Holz- und Linolschnittes sowie der Ätzung. Er fertigte seine Schnitte in der Regel als Serien zu diversen Themen an, wie beispielsweise über die Städte „Pressburg“, „Hodonín“, „Břeclav“ und „Ostrau“, ferner „Geburtshaus von T. G. Masaryk“, „Auf der blauen Adria“ und andere. Insgesamt sind 147 Holz- und Linolschnitte bekannt.
Das zweite Gebiet seiner künstlerischen Tätigkeit war die Buchgraphik. Er illustrierte verschiedene Bücher wie „Jižní Morava v písních Petra Bezruče“ (Südmähren in den Gesängen von Petr Bezruč). Daneben entwarf er künstlerische Buchzeichen Exlibris, die er auf zahlreichen Ausstellungen u. a. in den USA, Australien, Belgien, Ungarn und der Sowjetunion zeigte. Im Jahre 1936 wurde er zum Vorsitzenden der tschechoslowakischen Delegation zur Exlibris-Ausstellung in Los Angeles ernannt.
Als Maler wurde er mit Aquarellen, und Ölgemälden bekannt.

## Quelle
- Jaroslav Dobrovolský - život, eine Biographie auf knihovnaluzice.estranky.cz/…